# Olympische Sommerspiele 1996/Teilnehmer (Sambia)
| Gelbes Symbol für Goldmedaillen mit stilisierten Olympischen Ringen | Graues Symbol für Silbermedaillen mit stilisierten Olympischen Ringen | Braundes Symbol für Bronzemedaillen mit stilisierten Olympischen Ringen |
| ------------------------------------------------------------------- | --------------------------------------------------------------------- | ----------------------------------------------------------------------- |
| —                                                                   | 1                                                                     | —                                                                       |

Sambia nahm bei den Olympischen Sommerspielen 1996 zum achten Mal an Olympischen Sommerspielen teil. Die Mannschaft bestand aus acht Sportlern, sieben Männer und einer Frau. Sie starteten in acht Wettbewerben in zwei Sportarten. Während der Eröffnungsfeier am 19. Juli 1996 trug der Boxer Davis Mwale die Flagge Sambias in das Olympiastadion.

## Medaillengewinner
Mit einer gewonnenen Silbermedaille – die erste olympische Medaille für Sambia überhaupt – belegte das Team Platz 61 im Medaillenspiegel.

### Silber
- Samuel Matete: Leichtathletik, 400 Meter Hürden

## Teilnehmer
Jüngster Teilnehmer war der Leichtathlet Godfrey Siamusiye mit 23 Jahren und 310 Tagen, der älteste war Joseph Chongo mit 31 Jahren und 177 Tagen.
| Name               | Alter | Geschlecht | Sportart       | Resultat(e)                                               |
| ------------------ | ----- | ---------- | -------------- | --------------------------------------------------------- |
| Joseph Chongo      | 31    | männlich   | Boxen          | Platz 17 im Bantamgewicht                                 |
| Samuel Matete      | 27    | männlich   | Leichtathletik | Silber über 400 Meter Hürden                              |
| Boniface Mukuka    | 24    | männlich   | Boxen          | Platz 9 im Fliegengewicht                                 |
| Charles Mulinga    | 28    | männlich   | Leichtathletik | Platz 17 im zweiten Vorlauf über 10.000 Meter             |
| Davis Mwale        | 24    | männlich   | Boxen          | Platz 9 im Leicht-Weltergewicht                           |
| Ngozi Mwanamwambwa | 25    | weiblich   | Leichtathletik | Platz 5 im vierten Vorlauf über 400 Meter                 |
| Godfrey Siamusiye  | 23    | männlich   | Leichtathletik | Platz 10 im ersten Zwischenlauf über 3000 Meter Hindernis |
| Denis Zimba        | 24    | männlich   | Boxen          | Platz 9 im Leichtgewicht                                  |